# Cerro Blanco, Sabanilla
Cerro Blanco är en ort i Mexiko.   Den ligger i kommunen Sabanilla och delstaten Chiapas, i den sydöstra delen av landet, 700 km öster om huvudstaden Mexico City. Cerro Blanco ligger 635 meter över havet och antalet invånare är 193.
Terrängen runt Cerro Blanco är bergig åt sydost, men åt nordväst är den kuperad. Terrängen runt Cerro Blanco sluttar västerut. Runt Cerro Blanco är det ganska tätbefolkat, med 111 invånare per kvadratkilometer. Närmaste större samhälle är Unión Hidalgo, 2,9 km söder om Cerro Blanco. I omgivningarna runt Cerro Blanco växer i huvudsak städsegrön lövskog.